# Aulacocephalus temminckii
Aulacocephalus temminckii of zeepvis is een straalvinnige vissensoort uit de familie van zaag- of zeebaarzen (Serranidae). De wetenschappelijke naam van de soort werd voor het eerst geldig gepubliceerd in 1854 door Bleeker.

## Algemeen
Zijn huid scheidt grammistine, een bitter smakend gif, af.